# Захматов Володимир Дмитрович
Володимир Дмитрович Захматов (нар. 17 лютого 1954, с. Махаліно, Кузнецький район, Пензенська область, Російська РФСР) — вчений в галузі фізики горіння та вибуху, доктор технічних наук, професор, дійсний член Української академії безпеки життєдіяльності, Міжнародної академії екології та безпеки (Росія), Нью-Йоркської Академії наук (США), розробник сучасних засобів імпульсного пожежегасіння та багатопланового захисту, зокрема — багатоствольних мобільних установок на шасі танків, автомобілів, лафетів, причепів, підвісної пожежегасної бомби для гвинтокрилів та аеропланів, професійного далекобійного вогнегасника та міні-вогнегасника; автоматизованих модулів та систем багатопланового захисту. Автор понад 190 наукових робіт, у тому числі 1 підручника, 2 монографії, 6 українських патентів, 3 російських та 2 європатентів, ряду статей у вітчизняних і зарубіжних журналах.

## Життєпис
Володимир Дмитрович Захматов народився 17 лютого 1954 р. у селі Махаліно, Кузнецького району, Пензенської області (Росія). Батько Захматов Дмитро Олексійович — економіст, мати Михайліна-Брегет Любов Іванівна — лікар. Після початку Німецько-радянської війни батьки пішли на фронт добровольцями, батько — десантником з липня 1941 р. (оборона Києва), мати — медсестра з листопада 1942 р. (Сталінград).
Володимир Захматов є нащадком швейцарських годинникарів — засновників відомої фірми «Брегет» — 1860 року одна з гілок цього шанованого роду перебралися з альпійської республіки до Росії.
В 1977 р. В. Д. Захматов закінчив Куйбишевський політехнічний інститут (нині — Самарський державний технічний університет) за фахом «Хімія і технологія високомолекулярних сполук» (0815 — Технологія спеціальних матеріалів). Ще студентом розпочав проведення науково-дослідних робіт з дослідження чутливості вибухових речовин до імпульсного розвантаження.
По закінченні інституту працював інженером — керівником балістичних випробувань боєприпасів для артилерійських систем калібру від 23 до 152 мм, у тому числі авіаційних гармат 23,30 мм і твердопаливних ракетних двигунів. Брав участь як експерт у розслідуванні несанкційованих вибухів при спорядженні й випробуваннях боєприпасів на виробництві, складах, полігонах і інших вибухонебезпечних об'єктах.
З 1980 року працював старшим інженером відділу зварювання й різання вибухом Інституту електрозварювання ім. Є. О. Патона, де займався операціями вибухового різання, штампування, зварювання, у тому числі на ВО ім. Антонова і в польових умовах на нафтогазопроводах у Башкортостані. З 1983 р. працював молодшим науковим співробітником у Відділенні геодинаміки вибуху Інституту геофізики Національної Академії Наук України, потім з 1985 року — завідувачем сектором Дослідного конструкторсько-технологічного бюро Інституту теплофізики НАН України.
В 1984 році на Вченій раді Вищої інженерно-технічної пожежної школи МВС СРСР (зараз — Московська академія пожежної безпеки МНС РФ), Володимир Дмитрович захистив дисертацію на здобуття наукового ступеня кандидата технічних наук за темою «Розробка способів вибухової подачі вогнегасних порошків у вогнище пожежі» за фахом 05.26.01. «Протипожежна техніка й техніка безпеки».
З 1-го травня 1986 р. Володимир Захматов брав участь у ліквідації наслідків Чорнобильської катастрофи, де впровадив нову технологію безлюдного, високоефективного, високоточного гасіння лісових пожеж у зонах з найбільш високим рівнем радіації, наприклад, у «Рудому лісі», з випромінюваннями від 1000 до 2500 рентгенів на годину, а потім — технологію локалізації радіоактивного пилу на важкодоступних ділянках.
В. Д. Захматов є учасником ліквідації наслідків аварії на Чорнобильській АЕС 1-ї категорії.
З 1987 по 1996 р. працював в Інституті проблем матеріалознавства НАН України завідувачем сектором, лабораторією, відділом оборонних технологій.
З 1988 р. — консультант проектантів систем захисту об'єкта «Укриття» над зруйнованим реактором Чорнобильської АЕС.
В 1990 році на Вченій раді Казанського Науково-дослідного інституту хімічних продуктів і Політехнічного університету, Володимир Дмитрович захистив дисертацію на здобуття наукового ступеня доктора технічних наук за темою «Розробка систем імпульсного багатопланового захисту» зі спеціальностей «Технологія спеціальних продуктів» 05.17.10. і «Фізика горіння й вибуху» 01.04.17. Цього ж року Володимиру Дмитровичу було присвоєно звання «Винахідник СРСР». Через невеликий проміжок часу В. Д. Захматова було висунуто на отримання звання «Почесний винахідник СРСР», але присвоєння урядових звань та нагород було припинене у зв'язку з розпадом СРСР.
1994 року Володимир Захматов пройшов навчання в США, в Інституті Сімеона при Держдепартаменті, Вашингтон, і одержав диплом менеджера з контролю надзвичайних ситуацій.
1999 рік — ВАК України надав В. Д. Захматову звання професора кафедри безпеки життєдіяльності.
З 1996 по 2007 р. Володимир Дмитрович працював завідувачем кафедрою Безпеки життєдіяльності в Черкаському технологічному держуніверситеті, а потім у Національному технічному університеті «Київський політехнічний інститут», одночасно читав лекції у Національному авіаційному університеті, Академії управління МВС, Інституті озброєнь і військової техніки Збройних сил України.
З 2007 по березень 2014 р. В. Д. Захматов працював в Інституті телекомунікацій і глобального інформаційного простору НАН України, а також професором кафедри Національної Безпеки Національної академії державного управління при Президентові України, професором кафедри управління Академії МВС України.
З березня 2014 р. професор В.Д. Захматов працював в Інституі іноваційних технологій Київського національного авіаційного університеу.
У теперішній час Володимир Дмитрович є технічним директором Талліннського підприємства PulsTECH.
Володимир Захматов — незалежний консультант з вибухонебезпечних речовин, який неодноразово обґрунтовано заперечував висновки державних експертів, виступаючи в судах на боці постраждалих та звинувачуваних сторін.
Володимир Дмитрович є одним з перших науковців в Україні, який заходився досліджувати в період конверсії пострадянського виробництва можливості використання військового арсеналу країни для захисту населення від різних катастроф та аварій (насамперед від пожеж), а також конструювати так звану несмертельну зброю — призначену для затримання злочинців, боротьби з терористами, подолання масових заворушень. Деякі з розроблених ним видів зазначеної техніки досі не мають аналогів у світі.
Громадська діяльність: є активним учасником роботи міжнародних антитерористичних і антикримінальних організацій МАЄ й МАК, а також громадських наукових організацій — Академії безпеки життєдіяльності (Україна), Міжнародної академії екології та безпеки (Росія, Санкт-Петербург), Нью-Йоркської Академії Наук.
Захоплення: майстер спорту з плавання на дистанції 800 м, 1500 м.

## Сфера наукової діяльності
Фізика спрямованого вибуху, чутливість вибухових речовин, механіка й динаміка багатофазних середовищ, ліквідація наслідків катастроф.

Володимир Дмитрович працює за напрямами розробки нових видів імпульсної техніки багатопланового захисту для:

 — гасіння різних пожеж,

 — світло-, теплозахисту й маскування,

 — запобігання об'ємним вибухам,

 — локалізації токсичних і радіоактивних викидів,

 — локалізації розливів нафти на водній поверхні,

 — контролю масових заворушень,

 — знешкодження терористів і диверсантів.

Ряд розробок впроваджені у вигляді дослідно-промислових партій, використовувалися в СРСР, Росії, Україні, Польщі, Ізраїлю, Китаї, Швейцарії. Зокрема, високоефективне зарекомендували себе наступні розробки:

 — 50-ти стовбурна установка «Імпульс-3М» на базі танкового шасі Т-62, Т-55, Т-54 (було випущено 35 шт.). Дотепер в Україні працює 7 машин, у Росії понад 15, у тому числі 4 машині у Башкирії. Також 5 таких машин працює у Ємену;

 — 7-мі, 8-мі, 9-ти, 16-ти, 25-ти стовбурні установки на шасі лафетів, причепів, які використовувалися в Чорнобильській зоні як стаціонарні елементи автоматичних систем для гасіння в аварійних будинках і трансформаторних підстанціях, для гасіння грандіозної пожежі куща свердловин на морській нафтогазовій платформі в Каспійському морі, для гасіння палючих штабелів боєприпасів, для локалізації розливів нафти на морі шляхом масштабного й далекого розпилення біосорбентів;

 — гвинтокрильна підвісна вогнегасна бомба й багатобомбова платформа, які використовувалися при гасінні лісових пожеж у Чорнобильській зоні (1986 р.), у горах і ущелинах Криму, Карпат, Південного Уралу (1992–2003 рр.), у болотистих лісах Московської області (2001 р.), при гасінні катастрофічних лісових пожеж у Росії (2010 р.). Російське керівництво ухвалило рішення щодо оснащення вогнегасними бомбами аварійних підрозділів МНС для гасіння лісових пожеж. Також вказані бомби були використані під безпосереднім керівництвом автора і розробника при гасінні масштабної лісової пожежі на плато гори Кармаль, Хайфа (Ізраїль);

 — професійний, далекобійний вогнегасник, якого розроблено й випробувано 7 конструктивних варіантів. Випускався дослідно-промисловою партією — 50 шт. для Міністерства Надзвичайних ситуацій України, понад 10 зразків успішно експлуатувалися в пожежній частині Московської області.

Також дослідно-промислова партія цих вогнегасників випущена 2009 р. у Швейцарії фірмою «Pyromex» і «Highland Technologies», на цій базі будується промислове виробництво вогнегасників на Державному київському конструкторському бюро «ЛУЧ»;

 — побутовий вогнегасник. Цих міні-вогнегасників була випущена партія в 15000 шт. на замовлення КДБ СРСР для Московської Олімпіади. Завдяки цій розробці було погашено 3 спроби самоспалення, до 150 дрібних пожеж, припинено декілька десятків бійок.

Свого часу в Україні було випущена партія міні-вогнегасників у 10000 шт., яка була розпродана менше, ніж за 2 тижні, проте цю продукцію не вдалося сертифікувати через наявність порохового патрона у вогнегаснику, що суперечить законам України, тож випуск було припинено;

 — автоматизовані системи багатопланового захисту військової техніки:

а) танків — ці системи рятували життя членам екіпажа й сам танк від пожежі навіть при влученні кумулятивних боєприпасів;

б) гвинтокрилів — при падінні підбитого гвинтокрила система запобігала виникненню пожежі й вибуху.

Наведені системи у вигляді дослідних зразків випробувані успішно в Афганістані за власної участі автора і розробника В. Д. Захматова;

в) підводних човнів — успішно випробувані системи нетоксичного гасіння у відсіках, проте подальша робота на підводних човнах була припинена в період конверсії промисловості країни;

г) за допомогою автоматизованої системи багатопланового захисту військової техніки проводилося успішне випробування щодо маскування стартових ракетних позицій, танків, кораблів від супутникового спостереження й високоточної зброї, а також було успішно проведене нетоксичне гасіння пожеж у підземних урядових спорудах та метро.

Кредо наукової роботи Володимира Дмитровича Захматова полягає у тому, що він завжди особисто бере участь у випробуваннях своїх розробок, щоб впевнитися у безпечності засобів для людини й оточуючого середовища.

## Міжнародне визнання
Володимир Дмитрович Захматов з 1982 року бере участь зі зразками своєї техніки при гасінні ряду великих пожеж у СРСР, Росії, Польщі, Ізраїлю на різноманітних об'єктах підвищеної безпеки вказаних країн (військові арсенали, склади отрутохімікатів, нафтопереробні заводи і нафтові морські платформи, важкодоступні лісові райони).
Професор В. Д. Захматов читає лекції у Росії, США, Ізраїлі, Швейцарії, Польщі, Чехії, Естонії, є широковідомим незалежним експертом з надзвичайних ситуацій у Європі.

## Нагороди
1987 р. — Медаль Чорнобильця-ліквідатора 1-ї категорії.

1990 р. — Звання «Винахідник СРСР».

1996 р. — Медаль «За заслуги МНС України».

2004 р. — Золота медаль ВДНГ за розробку нової несмертельної техніки припинення терористичних атак.

2005 р. — Медаль «За заслуги МО України».

2011 р. — Пам'ятний знак «В память о катастрофе на Чернобыльской АЭС» (Російська Федерація).

2011 р. — Медаль «За мужність і честь. 25 років аварії на ЧАЕС» (Україна) за впровадження нової технології високоточного безлюдного гасіння пожеж у високорадіоактивних зонах.

## Основні роботи
- Захматов В. Д. Техника многоплановой защиты. — М.: ИПМ АН СССР, 1991. — 124 с.
- Захматов В. Д., Красюк И. П., Садченко А. А., Щербак Н. В., Мазниченко Ю. А. Взрывчатые вещества и взрывные устройства. Учебник. — К.: Национальная академія внутренних дел, 2004. — 324 с
- Захматов В. Д. Аналіз сучасного забезпечення живучості арсеналів, баз, складів ракет і боєприпасів збройних сил України / Надзвичайна ситуація, № 5, 2008, с.14-17.
- Захматов В. Д. Эффективное, быстрое и безопасное тушение пожаров на складах боеприпасов./ М-во освіти і науки України, Київ. Нац. ун-т буд-ва і архіт., НАН України, Ін-т телекомунікацій і глобального інформаційного простору., О.С Волошкіна, О. М. Трофимчук (голов. ред.) (та ін.) — К., 2008. — Вип. 2, с.199 — 217.
- Захматов В., Заросило В. Спеціальні засоби та масові безпорядки (Міжнародний досвід та нові розробки). УДК 341.79.ю 351.75 // Південноукраїнський правничий часопис, № 1, 2008, с.37-39.
- Захматов В. Д. Непростий випадок — гарячими слідами вибухів газу у житлових і громадських спорудах / Надзвичайна ситуація, № 11, 2008, с.38-41.
- Захматов В. Д. Импульсная техника в Чернобыле./ ISSN 0869-7493 Пожаровзрывобезопасность. Москва. 2010. т.19, № 4, с. 49 — 52.
- Захматов В. Д., Щербак Н. В. Новые технологи локализации розливов нефти на море. // ISSN 0869-7493 Пожаровзрывобезопасность. Москва. 2010. т.19, № 6, с. 56 — 63.
- Захматов В. Д. Техніка для гасіння лісових пожеж в Ізраїлі./ Пожежна безпека, № 2 (137), с. 18 — 21
- Захматов В., Бегун В. Ми повинні досліджувати всі можливі причини вибуху./ Надзвичайна ситуація. № 1, 2010, с.26 — 27.
- Захматов В. Д.Техніка для гасіння лісових пожеж[недоступне посилання з вересня 2019]./Рятувальна техніка та обладнання. № 6, 2011. — с. 18 — 21.
- Захматов В. Д. Фукусима — новый Чернобыль, а ошибки старые[недоступне посилання з квітня 2019]./ Пожарная безопасность в строительстве, Москва, № 2, апрель 2011, с. 52 — 61.
- Захматов В. Д., Щербак Н. В. Личное оружие пожарного для тушения пожаров в лесу, небоскребах и зонах катастроф[недоступне посилання з квітня 2019]./ Пожарная безопасность в строительстве, Москва, № 3, июнь, 2011, с.58-65.